# Gornji Črnci
Gornji Črnci (mađarski: Királyszék, prekomurski: Gorenji Črnci, njemački: Konradsdorf) je naselje u slovenskoj Općini Cankova. Gornji Črnci se nalazi u pokrajini Prekmurju i statističkoj regiji Pomurju. 

## Stanovništvo
Prema popisu stanovništva iz 2002. godine naselje je imalo 162 stanovnika.